# Rubén Aguilar Jiménez
Rubén Aguilar Jiménez (Ojinaga, Chihuahua, México, 10 de marzo de 1943). Es un político mexicano, miembro del Partido del Trabajo, ha sido diputado federal y líder de organizaciones sociales de izquierda desde la década de los años 70.

## Biografía
Es abogado egresado de la Universidad Autónoma de Chihuahua, inició su actividad política dentro de la política estudiantil de la Universidad, cercano a personajes como Antonio Becerra Gaytán y Adán Sigala, fue uno de los principales líderes de la huelga estudiantil de 1973 que reprimió duramente el entonces Gobernador de Chihuahua, Oscar Flores Sánchez. Posteriormente y en unión de Adán Sigala se dedicó al trabajo social de base, que consistió en organizar masas populares de migrantes del campo a la ciudad, personas de escasos recursos económicos y otros, y liderearlos en la lucha por conseguir terrenos para el asentamiento de la vivienda popular y la introducción de servicios públicos, la organización que fundaron se denominó Comité de Defensa Popular (CDP) y se extendió rápidamente por el estado de Chihuahua y tuvo versiones en Durango y en Torreón, Coahuila, la principal actividad del CDP era la invasión de terrenos privados sin construcción y su reparto entre sus miembros para la creación de vivienda, conocidos popularmente como paracaidistas, tuvieron un gran auge en Chihuahua y Ciudad Juárez, principalmente.
En las Elecciones de 1986, fue también candidato a gobernador de la alianza PRT-CDP y de nueva cuenta en las Elecciones de 1992, el CDP ya con registro como partido lo postuló por segunda ocasión como candidato a Gobernador de Chihuahua, apoyado además por el Partido Auténtico de la Revolución Mexicana, logrando el tercer lugar. Anteriormente, en 1991 participó con el CDP en la fundación a nivel nacional del Partido del Trabajo, que pasó a presidir él a nivel estatal en Chihuahua y aunque algún tiempo mantuvo al CDP como partido estatal independiente, finalmente el CDP y el PT fueron fusionados tras la pérdida de registro del primero en 1998. Ha sido el único Presidente Estatal del PT desde su fundación. 

### Diputado
En 1985 fue elegido por primera vez como diputado federal a la LIII Legislatura, gracias a una alianza con el entonces Partido Revolucionario de los Trabajadores; y en 2006 por segunda ocasión fue diputado federal plurinominal a la LX Legislatura, postulado por la Coalición Por el Bien de Todos. Ha sido además diputado local al Congreso de Chihuahua en numerosas ocasiones, por la vía plurinominal en 1995 a la LVIII Legislatura por el Comité de Defensa Popular, e igualmente por el Partido del Trabajo a la LX Legislatura en 2001, a la LXIII Legislatura en 2010, para la LXV Legislatura en 2016 y la LXVI Legislatura en 2018.